# Thomas Thomson (avocat)
Pour les articles homonymes, voir Thomas Thomson et Thomson.
Thomas Thomson, né le 10 novembre 1768 à Dailly, Ayrshire et mort le 2 octobre 1852 à Édimbourg, est un avocat écossais, collectionneur d'objets anciens et archiviste qui a été clerc principal pour les sessions du parlement écossais (1828-), secrétaire (1812–1820) et membre de la section littéraire de la Royal Society of Edinburgh .

## Biographie
Il est le plus âgé des fils de Thomas Thomson, pasteur de Dailly dans l'Ayrshire, qu'il a eu avec sa deuxième femme, Mary, fille de Francis Hay. Il est né le 10 novembre 1768. John Thomson de Duddingston est un de ses frères, plus jeune.  Après voir fréquenté l'école paroissiale de Dailly, il est entré à l'Université de Glasgow à 13 ans, il en est diplômé le 27 avril 1789. Ensuite, il suit des cours de théologie et de droit. Il est avocat à Edimbourg le 10 décembre 1793. C'est un ami proche de Walter Scott.
Thomson se spécialise dans la pratique du barreau, particulièrement dans les affaires relevant de la connaissance du droit. Les antiquités légales et historiques seront plus tard sa spécialité. Il sera surtout député-greffier d'Écosse, une nouvelle fonction dont il hérita le 30 juin 1806. Son principal travail était de réformer le système d'enregistrement et la méthode employée pour la conservation des documents pour les rendre accessibles à la recherche, la sauvegarde et la réparation des archives publiques, d'éditer les actes du parlement écossais et les autres écrits sous l'autorité de la Commission d'enregistrement, (Record Commission).
En février 1828, Thomson est choisi comme clerc principal pour les sessions de la cour (court of session). Pour le Bannatyne Club, en 1823, il devient vice-président. À la mort de Walter Scott, en 1832, il lui succède à la présidence. Thomson, cependant, n'était pas très strict au point de vue financier. Après une enquête sur la comptabilité du greffe en 1839, la charge lui est retirée.

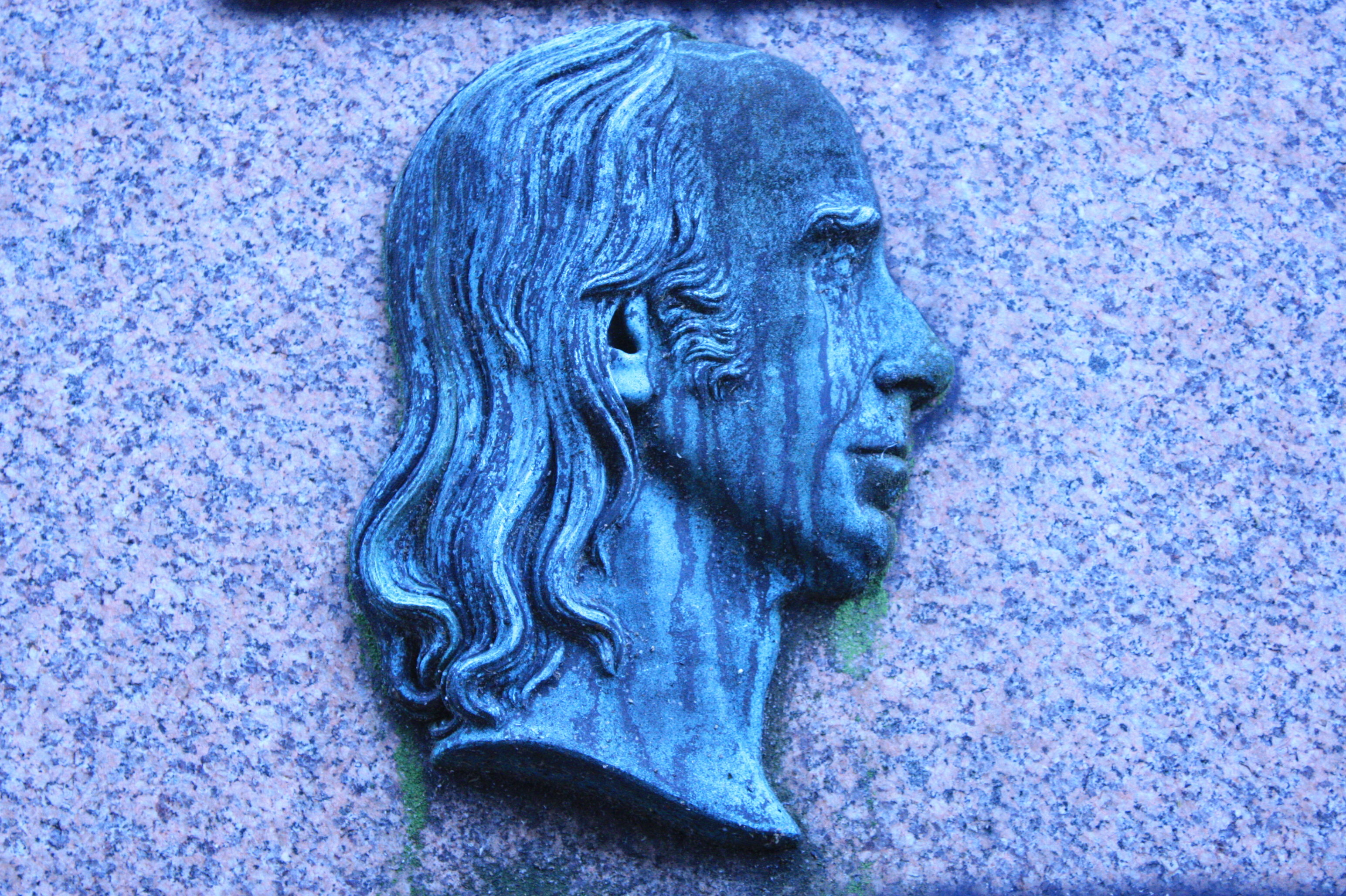
Médaillon représentant Thomas Thomson au cimetière de Dean.

Thomson est mort à Hill, (Leith Walk), Édimbourg, le 2 octobre 1852. Il est inhumé au cimetière de Dean, dans la section dite "Lord's Row".

## Travaux
Pour ses recherches au greffe, il écrivit  certains ouvrages :
- A Continuation of the Retours of Service to the Chancery Office from the Union, A.D. 1707
- An Abbreviate or Digest of the Registers of Sasines, General and Particular, arranged in Counties with relative Indexes, from the 1st of January 1781
- An Abbreviate of Adjudications from 1st January 1781 to 1830
- An Abbreviate of Inhibitions, General and Particular, arranged in Counties, from 1st January 1781 to 1830

Ses rapports commencent en 1807. Parmi les travaux publiés pour la Commission d'enregistrement (Record Commission), le plus important fut Les Actes du Parlement écossais, 1424–1707, vols 2–11 (1814–1824). Vol. 1, contenant le Regiam Majestatem, avec le plus ancien enregistrement des procédures et actes du parlement,  publié plus tardivement ; presque terminé avant 1841, quand il cessa ses fonctions, ne fut publié qu'en 1844, avec compléments, par Cosmo Innes.
Les autres travaux publiés sous l'autorité de la Record Commission furent : 
- Inquisitionum ad Capellam Domini Regis Retornatarum, quæ in Publicis Archivis Scotiæ adhuc servantur, Abbreviatio (1811, 1816), 3 vols.
- Registrum Magni Sigilli Regum Scotorum in Archivis Publicis asservatum, mcccvi–mccccxxiv (1814).
- The Acts of the Lords Auditors of Causes and Complaints, mcccclxvi–mccccxciv (1839).
- Les Acts of the Lords of Council in Civil Causes, mcccclxxviii–mccccxcv (1839).

D'après les mêmes sources d'autres travaux existent  :
- A Compilation of the Forms of Process in the Court of Session during the earlier periods after its establishment, with the Variations which they have since undergone (Edinburgh, 1839)
- A Collection of Inventories and other Records of the Royal Wardrobe and Jewel House, and of the Artillery and Munition in some of the Royal Castles, 1488–1606 (Edinburgh, 1815)
- Chamberlain Rolls, vols 1–2, 1326–1406 (1817) ; vol. 3, 1406–1459 (1845, for the Bannatyne Club)

Thomson  aussi édité les mémoires de Sir George Mackenzie (Edimbourg, 1821) ; et les Mémoires de l'honorable George Baillie de Jerviswood, et de Lady Grissell, par leur sœur, Lady Murray (Edimbourg, 1822) ;  et il fit publier :
- Inventory of Work done for the State by his Majesty's Printer in Scotland, December 1642–October 1647, on Evan Tyler (Edinburgh, 1815).
- Ane Addicioun of Scottis Cronikles and Deidis. A Short Chronicle of the Reign of James the Second, King of Scots. From Asloan's Manuscript in the Auchinleck Library (Edinburgh, 1819).
- Menu de la Maison de la Royne faict par Mons. de Pinguillon, MDLXII (Edinburgh, 1824).

Pour le Bannatyne Club, il a aussi édité :
- Alexander Myln. Vitæ Dunkeldensis Ecclesiæ Episcoporum (1823)
- Discours particulier d'Escosse, escrit en 1559 (1824)
- The History and Life of King James the Sext (1825)
- Memoirs of his own Life by Sir James Melville of Halhill (1827)
- Memoirs of his own Life and Times by Sir James Turner (1829)
- The History of Scotland, by John Lesley, bishop of Ross (1830)
- Collection of Ancient Scottish Prophecies in Alliterative Verse (1833)
- Diurnal of Remarkable Occurrents from the Pollok MS (1833)
- The Ragman Rolls, 1291–1296 (1834)
- The Book of the Universal Kirk of Scotland, 1560–1618, 3 vols (1839–45)
- A Diary of the Public Correspondence of Sir Thomas Hope of Craighall (1843)
- Munimenta Vetustiora Comitatus de Mortoun, and Original Letters and Papers in the Archives of the Earls of Morton (1852)

En 1800, Thomson est choisi pour l'édition des travaux de Lord Hailes. Ils ne seront jamais publiés. Mais l'édition des Annales de Hailes et Historical Tracts (1819) a bénéficié de son intervention. En association avec Francis Jeffrey et d'autres collaborateurs de l'Edinburgh Review, Thomson a contribué à trois publications (de l'Erasmus Darwin's Temple of Nature (1803) ; Memories of the Past d'Anna Seward(1804) et  La vie de John Mason Good d'Alexander Geddes (1804)) ; et occasionnellement a pris en charge l'éditorial à la place de Jeffrey.